# فرانسيس باتريك كيلي
فرانسيس باتريك كيلي (بالإنجليزية: Francis Patrick Kelly)‏ (من مواليد 28 ديسمبر 1950) والحاصل على رتبة الإمبراطورية البريطانية وزمالة الجمعية الملكية وهو أستاذ رياضيات النظم في المختبر الإحصائي في جامعة كامبريدج
تتمثل اهتمامات كيلي البحثية في العملية التصادفية ونظرية الشبكات والإستمثال (رياضيات), خاصة في الأنظمة واسعة النطاق للغاية مثل شبكات الاتصالات السلكية واللاسلكية وشبكات النقل. في الثمانينيات، عمل مع زملائه في كامبريدج ومختبرات الأبحاث التابعة لشركة الاتصالات البريطانية على التوجيه البديل الديناميكي في شبكات الهاتف، والتي تم تنفيذها في شبكة الهاتف الرقمي الرئيسية لمجموعة بي تي. كما عمل على النظرية الاقتصادية للتسعير لمراقبة الازدحام والتوزيع العادل للموارد في الإنترنت. شغل في الفترة من 2003 إلى 2006 منصب كبير المستشارين العلميين في وزارة النقل بالمملكة المتحدة.
انتخب كيلي زميلا في الجمعية الملكية في عام 1989. تم تعيينه لرتبة الإمبراطورية البريطانية (CBE) في عام 2013 مع مرتبة الشرف في خدمات العلوم الرياضية.

## الجوائز التي حصل عليها
- 1979 جائزة ديفيدسون من جامعة كامبريدج
- 1989 ميدالية فضية من الجمعية الإحصائية الملكية
- 1989 زمالة الجمعية الملكية
- 1992 جائزة لانشستر لمعهد بحوث العمليات وعلوم الإدارة[4]
- 2001 الدكتوراه الفخرية من جامعة هيريوت وات
- 2005 جائزة معهد مهندسي الكهرباء والإلكترونيات[5]
- 2008 جائزة جون فون نيومان للنظرية في معهد بحوث العمليات وعلوم الإدارة
- جائزة الإنجاز السنوي لعام 2009
- ميدالية ذهبية لعام 2009 من الجمعية الأوروبية للبحوث العملية
- 2013 رتبة الإمبراطورية البريطانية في قائمة الشرف السنوية الجديدة «لخدمات العلوم الرياضية»[6]
- 2015 جائزة «IEEE ألكسندر جراهام بيل ميدل» عن «الابتكارات التي تمكن من الوصول إلى شبكة الإنترنت اللاسلكية ذات النطاق العريض الفعال والكفء... لشبكة الجيل الثالث من الشبكات الخلوية»[7]
- ميدالية ديفيد كريغتون لعام 2015 من جمعية الرياضيات في لندن ومعهد الرياضيات وتطبيقاته[8]

## وصلات خارجية
- Frank Kelly's homepage. Retrieved 8 December 2006
- Biography from Frank Kelly's website. Retrieved 8 December 2006
- من يكون من  [لغات أخرى]‏

| مناصب أكاديميَّة    | مناصب أكاديميَّة            | مناصب أكاديميَّة    |
| ----------------- | ------------------------- | ----------------- |
| سبقه مالكولم باوي | ماجستير كامبردج 2006–2016 | تبعه جين ستابلتون |